# Ала ад-дін Фіруз-шах II
Ала ад-дін Фіруз-шах II (перс. علاء الدین فیروز شاه دوم, бенг. দোসরা আলাউদ্দীন ফিরোজ শাহ; д/н —1533) — султан Бенгалії у 1533 році. Відомий також як Фіруз-шах IV.

## Життєпис
Походив з династії Хусейн-шахів. Син Нусрат-шаха. Посів трон 1533 року після загибелі батька. Наказав стратити його вбивць. Невдовзі відправив військо на чолі з Турбак-ханом проти Сухунгмунга, сварганараяни Ахому. Бенгальці зуміли дійти до Каліабора в південному Ассамі. Втім в цей час дійшла звістка, що султана було повалено власним стрийком Махмуд-шахом. який захопив владу. Тому Турбак-ханом повернув назад.